# توتشاه (قهاب رستاق)
توتشاه (بالفارسية: توچاه) هي منطقة سكنية تقع في إيران في سمنان. يقدر عدد سكانها بـ 149 نسمة بحسب إحصاء 2016.